# Henri Moisy
Pour les articles homonymes, voir Moisy (homonymie).
Henri Moisy, né le 16 janvier 1815 à Argences et mort le 3 novembre 1886 à Lisieux, est un linguiste français.

## Biographie
Après des études de droit, Moisy s'installe à Lisieux où il devient notaire puis juge au tribunal de première instance de la ville.
Il fut membre de la Société des antiquaires de Normandie et de la Société de linguistique de Paris (élu en 1875).
Il est notamment l'auteur d'un dictionnaire du patois normand indiquant particulièrement tous les termes de ce patois en usage dans la région centrale de la Normandie.

## Publications
- Noms de famille normands : Étudiés dans leurs rapports avec la vieille langue, et spécialement avec le dialecte normand ancien et moderne, Paris, F. Vieweg, 1875 (lire en ligne).
- Dictionnaire de patois normand, Caen, H. Delesques, 1887 (lire en ligne).
- Glossaire comparatif anglo-normand : donnant plus de 5 000 mots, aujourd'hui bannis du français, et qui sont communs au dialecte normand et à l'anglais, Caen, H. Delesques, 1889 (lire en ligne).